# Ерху
Е́рху або а́рху (кит.: 二胡, піньїнь: èrhú; [aɻ˥˩xu˧˥]) — старовинний китайський струнний смичковий інструмент, оригінальна двострунна скрипка з металевими струнами. Тятиву смичка під час гри музикант зазвичай натягує пальцями правої руки, а сам смичок закріплений між двома струнами, складаючи з ерху єдине ціле. В інструментах XXI століття здебільшого смичок можна відокремлювати від інструмента. При грі пальцями лівиці використовується поперечний вібрато, коли струна нібито продавлюється вниз — чому сприяє сама конструкція круглого грифа, над яким укріплені струни. У випадках, коли смичок «пов'язаний зі струнами» його досить важко «каніфолити». Щоб підготувати в таких випадках волосся смичка до гри, китайські музиканти капають розплавлену каніфоль на верхню частину дерев'яного циліндричного резонатора, і коли каніфоль застигає, натирають об неї смичок. Циліндричний резонатор забезпечений мембраною зі шкіри змії.
Незважаючи на повсюдне поширення в сучасному Китаї, ерху не є споконвічно ханським музичним інструментом.
Сьогодні ерху використовується переважно при виконанні народної та традиційної китайської музики як сольний та ансамблевий (оркестровий) інструмент. Наприклад, його застосовують у музичному супроводі до китайської опери. Починаючи з 1920-х рр. (час, коли для арху багато писав був композитор Лю Тяньхуа) інструмент почав вживатися і в орієнтованій на західну академічну традицію музиці. У ХХІ ст. до арху почали звертатися й деякі рок-музиканти — зокрема, на цьому інструменті грає засновник і фронтмен американського гурту Hsu-nami Джек Сю. Також інструмент використовувався українським колективом Flёur.

## Відомі виконавці
- Лей Цян
- Сун Хуан[1]